# María del Rosario Cárdenas Elizalde
Rosario Cárdenas Elizalde (Ciudad de México) es una investigadora mexicana, especializada en sistemas de salud, sistemas de información de salud y mortalidad materna e infantil. Es profesora investigadora de tiempo completo en la Universidad Autónoma Metropolitana y miembro del Sistema Nacional de Investigadores nivel II. Su trabajo de investigación involucra la problematización del cambio en el mapa de la pobreza extrema en México como consecuencia de la pandemia económica. Fue presidenta de la Sociedad Mexicana de Demografía y miembro del Comité Directivo del Consejo Nacional de Evaluación de la Política de Desarrollo Social (CONEVAL), desde 2010.

## Trayectoria
Estudió la licenciatura de médico cirujano en la Universidad Autónoma Metropolitana (UAM), graduándose en 1985. Posteriormente completó una maestría en demografía en el Colegio México, obteniendo el grado en 1987. Realizó el doctorado en estudios de población y salud internacional en la Universidad de Harvard, concluyendo estos estudios en 1993. Tras concluir el doctorado, participó en una estancia postdoctoral en políticas de salud en el Instituto de Estudios en Salud Pública de la Universidad de California en San Francisco. A su regreso a México estudió un diplomado en derecho a la no discriminación, y uno en derechos humanos y su medición a través de indicadores, ambos en la Universidad Nacional Autónoma de México (UNAM).
Es profesora investigadora de tiempo completo en la UAM, Unidad Xochimilco, donde imparte los cursos en la división de ciencias biológicas y de la salud. Pertenece al Sistema Nacional de Investigadores desde 1994, donde cuenta con nombramiento nivel II.
Es presidenta del Consejo Consultivo Ciudadano para la Política de Población, y miembro permanente del Comité Técnico Especializado de Población y Dinámica Demográfica, así como del Comité Técnico Especializado Sectorial en Salud. Además desde 2010 es parte del comité directivo del Consejo Nacional de Evaluación de la Política de Desarrollo Social (CONEVAL) proporcionando instrumentos para evaluar los niveles de pobreza en México.

## Líneas de investigación
Sus líneas de investigación involucran el análisis de las condiciones de vida de la población y las desigualdades sociales. De igual manera estudia el cumplimiento de los derechos, el monitoreo, y la evaluación de políticas públicas. Se ha dedicado a diseñar y aplicar indicadores para evaluar las condiciones de vida de la población mexicana.
Su trabajo la ha llevado a evidenciar las desigualdades de la población en cuanto a acceso y utilización de servicios, lo que lleva a cambios sociodemográficos significativos y un incremento en los niveles de pobreza y pobreza extrema. Esto tiene un mayor impacto en las infancias mexicanas, debido a que dependen directamente de las condiciones de la población adulta. Sin embargo también existen grandes repercusiones para la población de adultos mayores de 65 años. Los resultados de sus investigaciones demuestran que entre las principales carencias sociales se encuentran la data de acceso a la alimentación, servicios básicos de vivienda, seguridad social, y acceso a la educación.
Otra de sus líneas de investigación se enfoca en el embarazo adolescente y sus consecuencias socioeconómicas. Las cifras de embarazo adolescente en México son preocupantes, y entre sus consecuencias están una menor escolaridad, que posteriormente se traduce en una mayor desigualdad social, particularmente para las mujeres. Sus investigaciones concluyen que para reducir esta problemática es necesario el aumento de programas de apoyo social y económico, ampliación del uso de anticonceptivos, y reducción del abuso sexual.
Durante la pandemia por COVID-19 realizó una investigación sobre como la carencia de seguridad social, falta de acceso a los servicios de salud, alimentación completa, y espacios dignos para vivir agravan la situación para la población mexicana. Concluye que estas carencias se traducen en una mayor tasa de mortalidad durante de la pandemia.

## Reconocimientos
A lo largo de su trayectoria ha sido acreedora de diversos premios y reconocimientos, entre los que se encuentran:
- 1994: Miembro del Sistema Nacional de Investigadores.
- 2003: Reconocimiento de perfil deseable, otorgado dentro del programa de mejoramiento del profesorado, por la Secretaría de Educación Pública.
- 2004 - 2006: Presidenta de la Sociedad Mexicana de Demografía.
- 2005 - 2007: Miembro del Consejo Consultivo Ciudadano para la Política de Población.
- Representante de la UAM ante el Comité de Posgrado y Educación Continua.
- Integrante de la Comisión Interinstitucional para la Formación de Recursos Humanos para la Salud.
- 2010: Miembro del comité directivo del Consejo Nacional de Evaluación de la Política de Desarrollo Social

## Producción científica
A lo largo de su carrera ha asesorado más de 20 tesis de licenciatura, maestría y doctorado. Ha participado 16 veces como miembro en comités de tesis. Cuenta con más de 40 artículos de investigación y participado en más de 85 eventos especializados. [cita requerida]